# Marcus Ostberg
Marcus Ostberg (* 1972 in Ost-Berlin) ist ein deutscher Schauspieler und Synchronsprecher.

## Leben
Marcus Ostberg wuchs als Sohn des Schauspielers Wolfgang Ostberg und der Opernsängerin Maria Alexander gemeinsam mit drei Geschwistern in Ost-Berlin auf. Nach seinem Abitur lebte er zunächst einige Zeit lang in Australien und Neuseeland. Nach seiner Rückkehr nach Berlin arbeitete er als Portier im InterContinental Berlin. Danach absolvierte er an der Humboldt-Universität Berlin ein Studium der Geographie.
Marcus Ostberg absolvierte von 2001 bis 2005 eine professionelle Schauspielausbildung an der Berliner Schule für Schauspiel. Er trat seitdem als Bühnendarsteller in einer Vielzahl von Theaterstücken auf, wie beispielsweise in Biedermann und die Brandstifter oder in Hamlet. Von 2008 bis 2012 sowie seit 2015 ist er als festes Ensemblemitglied am Theater Rudolstadt engagiert. Er stand unter anderem auch am Metropol-Theater Berlin-Mitte auf der Bühne. In Film-und-Fernsehproduktionen ist er allerdings nur selten zu sehen.
Ostberg ist auch als Synchronsprecher tätig.
Ostberg lebt in Berlin. Neben seiner Muttersprache Deutsch spricht er auch Englisch, Spanisch und Russisch.

## Filmografie
- 1989: Drunter und drüber
- 2006: SOKO Wismar (Fernsehserie, 2 Folgen)